# Lomtjärnen (Stensele socken, Lappland, 721728-157325)
Lomtjärnen är en sjö i Storumans kommun i Lappland och ingår i Umeälvens huvudavrinningsområde.